# Beattie Ramsay
William Beattie Ramsay (* 12. Dezember 1895 in Lumsden, Saskatchewan; † 30. September 1952 in Regina, Saskatchewan) war ein kanadischer Eishockeyspieler, -trainer und -schiedsrichter, der in seiner aktiven Zeit von 1919 bis 1936 unter anderem für die Toronto Maple Leafs in der National Hockey League gespielt hat. Bei den Olympischen Winterspielen 1924 gewann er als Mitglied der kanadischen Nationalmannschaft die Goldmedaille.

## Karriere
Beattie Ramsay begann seine Karriere als Eishockeyspieler in der Nachwuchsmannschaft der University of Toronto, für die er in der Juniorenliga der Ontario Hockey Association aktiv war. Als sich die gesamte Mannschaft 1916 zum Militärdienst meldete, diente er in den letzten beiden Jahren des Ersten Weltkriegs im Royal Flying Corps. Von 1919 bis 1923 besuchte er die University of Toronto, für deren Seniorenmannschaft er in diesem Zeitraum in der Seniorenmeisterschaft der Ontario Hockey Association spielte. 1921 gewann er mit seinem Team den Allan Cup, den kanadischen Amateurmeistertitel. Er selbst wurde 1921 und 1922 in das erste All-Star Team der Seniorenmeisterschaft der OHA gewählt. Die Saison 1922/23 verbrachte er bereits teilweise bei den Toronto Granites, die am Saisonende den Allan Cup gewannen. Er selbst kehrte zu den Allan-Cup-Playoffs jedoch zur University of Toronto zurück. Mit den Toronto Granites vertrat er 1924 Kanada bei den Olympischen Winterspielen.
Von 1924 bis 1927 betreute Ramsay als Cheftrainer die Eishockeymannschaft der Princeton University. Zur Saison 1927/28 lief er selbst wieder als Spieler auf und trat für die Toronto Maple Leafs in der National Hockey League an. Für die Maple Leafs bereitete er in 41 NHL-Spielen zwei Tore vor. In der Saison 1928/29 war er als Cheftrainer für die Yorkton Terriers in der Saskatchewan Senior Hockey League tätig. Von 1932 bis 1934 betreute er im Amateurbereich die Prince Albert Mintos sowie von 1934 bis 1936 die Regina Aces.

### International
Für Kanada nahm Ramsay an den Olympischen Winterspielen 1924 in Chamonix teil, bei denen er mit seiner Mannschaft die Goldmedaille gewann. Zudem war er in zwei Spielen bei den Olympischen Winterspielen als Schiedsrichter tätig.

## Erfolge und Auszeichnungen
- 1921 Allan-Cup-Gewinn mit der University of Toronto
- 1921 OHA-Sr. First All-Star Team
- 1922 OHA-Sr. First All-Star Team
- 1924 Goldmedaille bei den Olympischen Winterspielen